# 1900 az irodalomban
Az 1900. év az irodalomban.

## Megjelent új művek
- L. Frank Baum amerikai szerző híres meseregénye: Oz, a nagy varázsló (The Wonderful Wizard of Oz)
- Joseph Conrad regénye: Lord Jim
- Anton Csehov elbeszélése: Szakadékban (В овраге)
- Gabriele D’Annunzio regénye: Il fioco (A tűz)
- Theodore Dreiser amerikai író első regénye: Carrie drágám (Sister Carrie)
- Jerome K. Jerome humoros regénye: Három ember kerékpáron (Three Men on the Bummel); nagysikerű korábbi regényének (Három ember egy csónakban) folytatása
- Jack London amerikai író novelláskötete, benne azonos című novellája: The Son of the Wolf (A farkas fia)
- Octave Mirbeau regénye: Egy szobalány naplója (Le Journal d’une femme de chambre)
- Arthur Schnitzler: Leutnant Gustl (Guszti hadnagy, novella)
- Henryk Sienkiewicz három kötetből álló történelmi regénye (1897–1900): Kereszteslovagok (Krzyżacy), „a lengyelek véres harcának története a német lovagrend ellen”[1]
- Jules Verne regénye: Új hazában (Seconde patrie)
- H. G. Wells Love and Mr Lewisham (?)

### Költészet
- K. D. Balmont orosz avantgard költő verseskötete: Горящие здания (Égő épületek)[2]
- Paul Claudel francia költő prózaverseinek kötete: Connaissance de l'Est (A Kelet megismerése)
- Stefan George német szerző verseskötete: Der Teppich des Lebens und die Lieder von Traum und Tod mit einem Vorspiel (Az élet szőnyege…)

### Dráma
- G. B. Shaw színműve: Brassbound kapitány megtérése (Captain Brassbound's Conversion); bemutató decemberben
- August Strindberg drámája: Gustav Adolf
- José Echegaray: El loco Dios (Az őrült Isten)
- Lev Tolsztoj: Az élő halott (Живой труп); az 1900-ban írt dráma csak posztumusz jelent meg és került színre
- Herman Heijermans holland író legnépszerűbb drámája: Op Hoop van Zegen (Remény, azaz: 'az áldás reménysége')
- Edmond Rostand drámája: L’Aiglon (A sasfiók), megjelenés és bemutató
- Haláltánc (Dödsdansen)

### Magyar nyelven

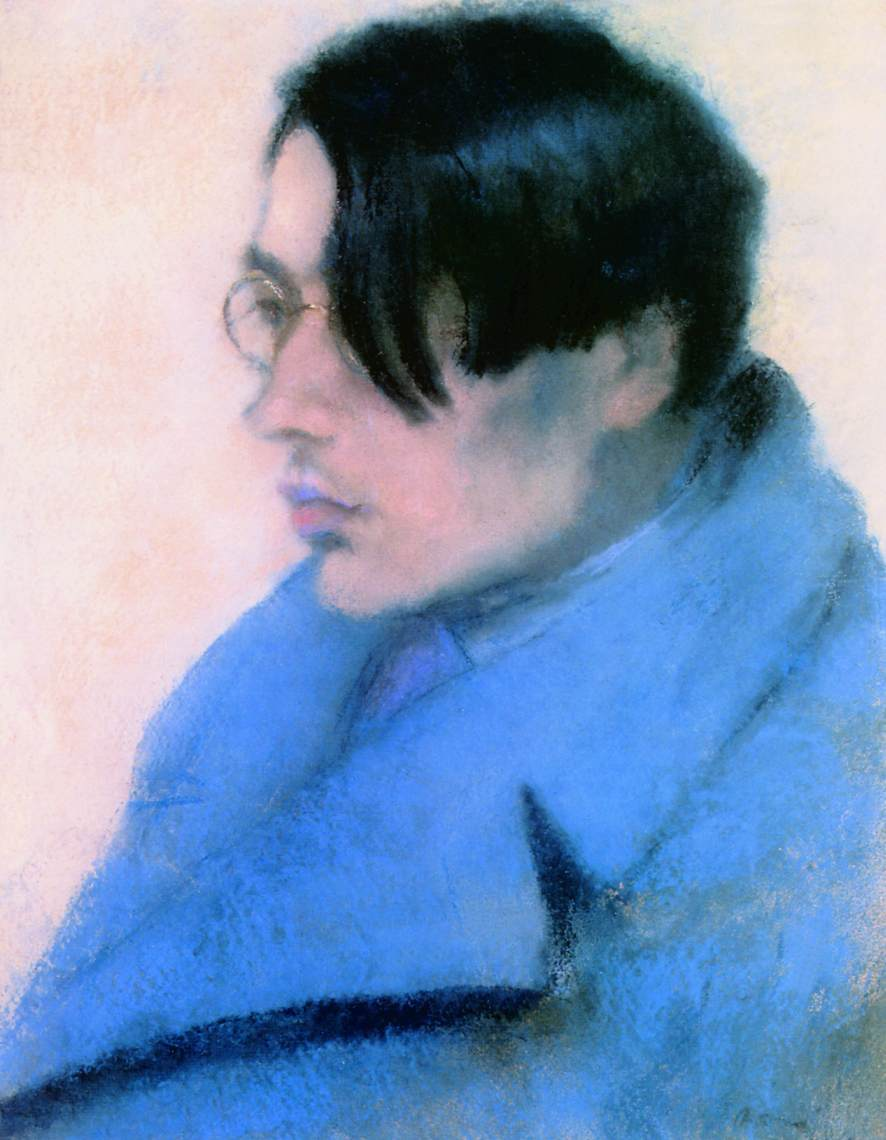
Szabó Lőrinc

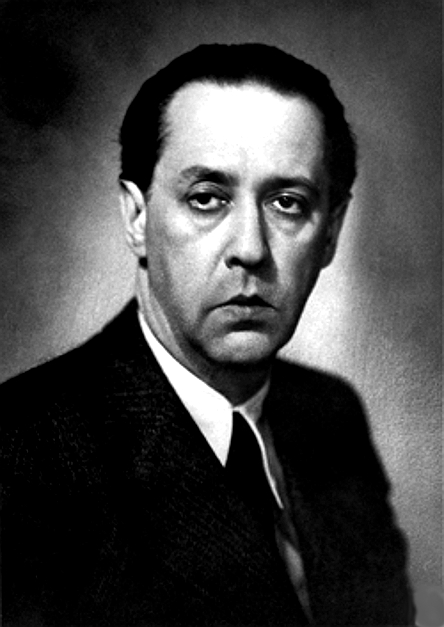
Márai Sándor

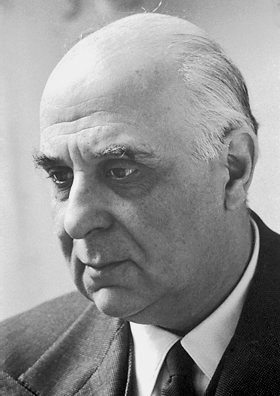
Jorgosz Szeferisz

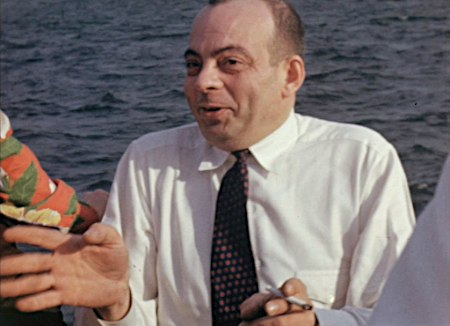
Antoine de Saint-Exupéry

- 1900-tól kezdve jelennek meg Eötvös Károly munkái (huszonnégy kötet, benne az Utazás a Balaton körül is)
- Herczeg Ferenc regénye: Idegenek között
- Mikszáth Kálmán regénye: Különös házasság
- Szabó Endre műfordításai oroszból: Négy orosz költő (verseskötet)

## Születések
- február 4. – Jacques Prévert francia költő, forgatókönyvíró († 1977)
- február 29. – Jorgosz Szeferisz Nobel-díjas görög költő, író és diplomata († 1971)
- március 31. – Szabó Lőrinc költő, műfordító, a modern magyar líra egyik nagy alakja († 1957)
- április 11. – Márai Sándor író, költő († 1989)
- július 15. – Passuth László író, műfordító († 1979)
- június 29. – Antoine de Saint-Exupéry francia író és pilóta, legismertebb műve A kis herceg († 1944)
- július 4. – Robert Desnos francia szürrealista költő († 1945)
- július 18. – Nathalie Sarraute orosz származású francia írónő († 1999)
- november 8. – Margaret Mitchell amerikai írónő, az Elfújta a szél szerzője († 1949)
- november 19. – Anna Seghers német író († 1983)
- december 9. – Vítězslav Nezval cseh szürrealista költő, a modern cseh irodalom kiemelkedő személyisége († 1958)
- december 19. – Féja Géza író, szerkesztő († 1978)

## Halálozások
- január 29. – John Ruskin angol kritikus, társadalomfilozófus, költő(* 1819)
- január 30. – Vittorio Bersezio olasz író (* 1828)
- augusztus 14. – Papp Dániel író, újságíró (* 1868)
- augusztus 16. – José Maria de Eça de Queirós portugál regényíró (* 1845)
- augusztus 25. – Friedrich Nietzsche német klasszika-filológus, nagyhatású filozófus, költő (* 1844)
- október 20. – Naim Frashëri albán romantikus költő (* 1846)
- november 30. – Oscar Wilde ír költő, drámaíró, novellista (* 1854)